# غرناطة (الرقة)
غرناطة قرية سورية تتبع ناحية السبخة في منطقة مركز الرقة في محافظة الرقة. بلغ عدد سكانها 3439 نسمة في عام 2004 حسب إحصاء المكتب المركزي للإحصاء.